# Daniel Owsen
Daniel Owsen (surnommé Dan) est un traducteur anglophone de jeux vidéo employé chez Nintendo of America, célèbre pour la traduction et localisation de beaucoup de jeux vidéo Nintendo. Il a notamment joué un rôle majeur dans la traduction de la série The Legend of Zelda. Il est également célèbre pour sa rubrique maintenant arrêtée appelée Ask Dan sur le site officiel de Nintendo.

## Carrière
Daniel Owsen est engagé chez Nintendo of America en 1989, où il est intégré au service client durant la période d'exploitation de la NES. Il navigue de service en service, passant du service des publications, développement produit, puis de nouveau au service des publications où il officie en tant que manager on-line. Il travaille avec le studio R&D dirigé par Shigeru Miyamoto, pour lequel il écrit des textes pour les jeux de la série The Legend of Zelda A Link to the Past, Link's Awakening, Ocarina of Time. Daniel Owsen est une des premières voix anglaises intégrée dans un jeu sur une console Nintendo : Sa voix est utilisée sur Super Nintendo dans le jeu Star Wing et au début du jeu Super Metroid,.
Daniel Owsen traduit à peu près 10 % du scénario d'EarthBound, ainsi que quelques phrases célèbres du jeu, avant de remettre le projet à Marcus Lindblom et se lancer dans un autre.

## Liste de jeux
- The Legend of Zelda: A Link to the Past (1991)[2]
- Star Wing (1993)
- The Legend of Zelda: Link's Awakening (1993)[2]
- Kirby's Adventure (1993)
- Wario Land: Super Mario Land 3 (1994)
- Super Metroid (1994)
- Illusion of Time (1994)
- EarthBound (1994)[5]
- Metroid II: Return of Samus (1991)
- Donkey Kong Country (1994)[6]
- Teleroboxer (1995)
- Kirby's Ghost Trap (1995)
- Killer Instinct (1995)
- Galactic Pinball (1995)
- Donkey Kong Land (1995)
- Donkey Kong Country 2: Diddy's Kong Quest (1995)
- Terranigma (1995)
- The Legend of Zelda: Ocarina of Time (1998/2011)[7]